# Jan Białoskórski
Jan Białoskórski herbu Abdank (zm. przed 1596 rokiem) – pisarz polny koronny w latach 1576–1578, podczaszy halicki w latach 1566–1569, rotmistrz jazdy obrony potocznej w latach 1569–1573.
Poseł ziemi halickiej na sejm 1569 roku. Podpisał akt unii lubelskiej. Poseł na sejm koronacyjny 1574 roku z ziemi halickiej. Poseł województwa ruskiego na sejm koronacyjny 1576 roku.